# What the Hell Just Happened?
What the Hell Just Happened? è un singolo del trio musicale britannico Remember Monday, pubblicato il 7 marzo 2025.

## Descrizione
What the Hell Just Happened?, canzone con sonorità country pop e power pop, è stata scritta e composta dal trio stesso insieme a Julie Aagaard, Kes Kamara, Thomas Stengaard e dal duo Billen Ted (Sam Brennan e Tom Hollings), quest'ultimi responsabili anche della produzione. Durante un'intervista con la testata online di The Guardian, il trio ha così parlato della loro partecipazione all'Eurovision Song Contest:
Mark Savage, scrittore per la BBC, ha descritto la canzone come segue:

## Promozione
L'ente radiotelevisivo britannico BBC ha annunciato l'intenzione di utilizzare una selezione interna per determinare il rappresentante nazionale all'Eurovision Song Contest 2025, in linea con il sistema usato dal 2020. La selezione del rappresentante è stata affidata ad Andrew Cartmell, che è stato nominato capodelegazione britannico per la manifestazione europea, e da David May, che in precedenza ha ricoperto il ruolo di manager di Sam Ryder, secondo classificato all'Eurovision Song Contest 2022.
Il 29 gennaio 2025, durante il programma The Scott Mills Breakfast Show su BBC Radio 2, il presentatore Scott Mills ha confermato che il candidato era già stato selezionato e che erano in corso i lavori per la presentazione. Il successivo 4 febbraio, le conduttrici di BBC Radio 1 Natalie O'Leary e Vicky Hawkesworth hanno dichiarato che le Remember Monday erano state selezionate per rappresentare il Regno Unito a Basilea, portando molti media britannici ed internazionali a confermare la notizia; tuttavia, la BBC non ha risposto alle speculazioni.
Il 7 marzo 2025, durante la trasmissione radiofonica The Scott Mills Breakfast Show su BBC Radio 2, le Remember Monday sono state confermate come rappresentanti britanniche con la canzone What the Hell Just Happened?.

## Accoglienza
What the Hell Just Happened? è stato accolto con recensioni miste da parte della critica specializzata.
Neil McCormick del Telegraph, Roisin O'Connor dell'Independent e Ed Potton del Times hanno assegnato alla canzone quattro stelle su cinque. McCormick ha definito il brano un «pastiche pop senza fiato del periodo imperiale dei Queen con un pizzico di Elton John che canta country con le Andrews Sisters». O'Connor ha lodato la produzione del brano, descrivendolo come «pieno di divertimento e di estro», con «drammatici crescendi di pianoforte, squillanti riff di chitarra e roboanti esplosioni di synth». Ha inoltre commentato che la canzone «sembra il risultato di un'ubriacatura di una notte» tra Bat Out of Hell di Meat Loaf e Pink Pony Club di Chappell Roan. Potton ha applaudito le armonie vocali del gruppo e ha descritto il brano come con «sfumature delle Last Dinner Party, prima di un audace cambio di tonalità verso un pop urgente degno delle Girls Aloud nel loro sfarzo, e grida alla "Libertà!" che riportano alla mente George Michael».
Meno entusiasta la recensione di Tom Morton del National World, che ha criticato la canzone per il suo caotico e mutevole mix di generi e stili, con una rapida transizione tra armonie vocali, synth-pop e soft rock. Se da un lato ha descritto il testo come «un diario personale di Taylor Swift con vibrazioni confessionali» e un «tema del carpe diem», aggiungendo inoltre che la canzone «sembra essere stata scritta da un comitato, non da un autore, o come se all'intelligenza artificiale fosse stato detto di assemblare la musica da una lista di suggerimenti che avrebbero potuto attirare i voti dell'Eurovision». Anche Ed Power del i Paper ha dato al brano una recensione negativa, descrivendolo come una canzone «che non si canticchia, tanto meno si ascolta più e più volte»; lo ha invece definito «un appello all'Eurovision affinché si alzi e presti attenzione». Ha inoltre definito la canzone come «un ritornello privo di sottigliezza che dura appena 30 secondi».

## Tracce
Testi e musiche di Charlotte Steele, Holly-Anne Hull, Julie Aagaard, Kes Kamara, Lauren Byrne, Sam Brennan, Thomas Stengaard e Tom Hollings.
1. What the Hell Just Happened? – 2:58

## Successo commerciale
What the Hell Just Happened? è stato il brano eurovisivo dell'edizione annuale a meglio classificarsi nella Official Singles Chart, rientrando la classifica al 31º posto con 12 979 unità.

## Classifiche
| Classifica (2025) | Posizione massima |
| ----------------- | ----------------- |
| Lituania          | 70                |
| Regno Unito       | 31                |
| Svizzera          | 77                |